# Věra Borská (spisovatelka)
Věra Borská (* 30. března 1935 Střelice) je moravská spisovatelka, básnířka, autorka říkadel a pohádek pro děti a překladatelka.

## Život
Narodila se ve Střelicích na Brněnsku 30. března 1935. Její rodiče byli již starší, matka Marie Nováčková (* 1901) byla v domácnosti, otec Vincenc Nováček (* 1897) byl švec omezený v pohybu amputací nohy. Rodina byla spíše chudší, Věra byla jedináčkem a od dětství musela pomáhat doma i na polích.
Nastoupila jako dělnice do Zbrojovky Brno. Při zaměstnání pak roku 1962 absolvovala jedenáctiletku pro pracující v Brně a ve svých 49 letech, v roce 1979, přidala státní zkoušku z angličtiny. Ve Zbrojovce mezitím pokročila na místo konstruktérky kancelářských strojů. Po roce 1979 zde až do důchodu pracovala v investičních celcích jako technická překladatelka.
Za muže si vzala o 20 let staršího horolezce a člena Horské služby Oldřicha Borského, v roce 1964 se jim narodil syn Pavel, který posléze vystudoval dějiny umění a začal se věnovat stavebněhistorickým průzkumům. Ke stáru se vrátila z Brna zpět do rodného domku ve Střelicích.

## Tvorba
Jako autorka debutovala v roce 1996 básnickou sbírkou Opřít se o vítr, již vidalo Karmelitánské nakladatelství. V roce 2001 jí vyšla také kniha lyrické prózy Potopená řeka a v roce 2010 přidala další sbírku básní Černá skříňka, v roce 2017 potom sbírku Slova, co chodí o hůlce. Následovaly sbírky Vztahy v C dur (2019) a Odejít po špičkách (2022). Stala se členkou literárního sdružení Sursum corda, spolu se Zdeňkem Řezníčkem, Janou Ondrušovou, Stanislavem Illem a dalšími.
Od 90. let 20. století přispívala do dětských časopisů Sluníčko a Mateřídouška, její říkanky se objevily i v učebnicích pro první stupeň. Vydala také několik knih pohádek, zejména ve spolupráci s výtvarnicí Annou Lidmilou Dohnalovou, např. Skřítek hospodářík (1999), A budou z vás hastrmánci (2012), Už vyšla Večernice (2013), Pohádky & legendy z Walesu (2018). 
Mimo pracovní texty překládala také literaturu, její první překlad Tajného života rostlin od Petera Tompkinse a Christophera Birda z roku 1973 vyšel knižně po třiceti letech v roce 2015. Pro Karmelitánské nakladatelství pak přeložila několik knih s duchovní tematikou.